# Station Geispolsheim
Station Geispolsheim is een spoorwegstation in de Franse gemeente Geispolsheim.